# Progress M-27M
Progress M-27M (en russe : Прогресс М-27М) est un vaisseau cargo Progress de type M + M de l'agence spatiale russe Roscosmos lancé le 28 avril 2015 par un lanceur Soyouz-2.1a pour ravitailler la Station spatiale internationale. Le vaisseau cargo est placé sur une orbite terrestre basse comme prévu mais un incident se produit à la fin de la phase de lancement, au moment de la séparation entre l'étage supérieur du lanceur Soyouz-2.1a et le vaisseau. Les contrôleurs au sol perdent le contrôle du vaisseau spatial qui d'après les quelques données reçues est entré en rotation rapide. Après avoir tenté de reprendre son contrôle, Roscosmos déclare que le vaisseau est perdu. 
Le cargo spatial est détruit au cours de sa rentrée atmosphérique qui a lieu le 8 mai au-dessus de l'océan Pacifique. L'origine de la défaillance est en cours de détermination. Une des explications avancées serait une explosion au sein du dernier étage du lanceur Soyouz après l'extinction de ses moteurs découlant de la rupture de la structure d'un réservoir.

## Déroulement de l'incident
Le mardi 28 avril 2015 à 7 h 09 TU le cargo spatial Progress M-27M est lancé par un lanceur Soyouz-2.1a depuis le pas de tir 31/6 du cosmodrome de Baïkonour (Kazakhstan)  à destination de la Station spatiale internationale avec à son bord un peu plus de deux tonnes de ravitaillement. Le vol se déroule apparemment sans problème pratiquement jusqu'à ce que le dernier étage du lanceur Soyouz se sépare du vaisseau Progress. Huit minutes et 45 secondes après le décollage et une seconde et demi avant cette séparation, les contrôleurs au sol russes cessent brutalement de recevoir les données télémétriques transmises normalement en continu par l'engin spatial et fournissant des informations sur le statut de ses composantes et le déroulement des opérations. Les dernières informations reçues portent sur l'extinction des moteurs du troisième étage mais la transmission s'est interrompue avant réception des informations concernant la séparation elle-même. L'absence des données transmises normalement en parallèle par les équipements de l'étage du lanceur et le vaisseau donnent à penser qu'un événement anormal impliquant les deux sous-ensembles s'est produit à ce moment-là. 

## Tentatives de sauvetage
Les quelques données reçues par les contrôleurs au sol indiquent que les panneaux solaires se sont déployés mais le statut du système d'amarrage Kours et de la propulsion de Progress n'est pas connu. Compte tenu de ces incertitudes, les contrôleurs au sol décident d'abandonner le plan de vol conduisant à un amarrage à la Station spatiale internationale au bout de 4 orbites. Ils décident d'opter pour un rendez-vous après 34 orbites, conduisant à un amarrage le jeudi 30 avril. Ce plan est lui-même abandonné lorsqu'il apparaît que l'anomalie touchant le vaisseau cargo est beaucoup plus sérieuse que prévu initialement. Au cours de leurs tentatives de reprise de contact avec le cargo spatial, les contrôleurs au sol ne reçoivent que des bribes de données télémétriques. Une vidéo tournée par une caméra du système de rendez-vous automatique Kours du vaisseau et transmise par un autre canal permet de constater que le vaisseau est en rotation rapide (un tour toutes les 5 secondes) et que le système de contrôle d'attitude ne fonctionne plus. Par ailleurs selon les données télémétriques reçues, un des deux ensembles de réservoirs stockant les ergols utilisés pour la propulsion du vaisseau s'est complètement vidé. Des radars du système de surveillance spatiale américain ont détecté 44 débris qui d'après leur trajectoire ont dû se détacher du vaisseau ou du troisième étage du lanceur approximativement au moment de la séparation. Ces débris circulent sur des orbites différentes dont le périgée est compris entre 153 et 180 km et l'apogée va jusqu'à 356 km. La présence de ces débris et leur dispersion suggèrent qu'un événement violent tels qu'une rupture, une dépressurisation ou une collision entre l'étage du lanceur et le vaisseau se sont produits. Il est également possible que ces débris se soient détachés du vaisseau du fait de sa rotation rapide. De nouvelles tentatives de reprise du contrôle du vaisseau sont effectuées mais aucune n'aboutit. Finalement l'agence spatiale russe Roscosmos le déclare comme perdu. Le coût de cette perte est évalué à 2,59 milliards de roubles (44,7 millions d'euros). 

## Origine de la défaillance
Une enquête sur l'origine de la défaillance du vaisseau cargo démarre dès l'annonce de sa perte. Trois causes sont évoquées, toutes compatibles avec la disparition des données télémétriques au moment de la séparation : 
- Une anomalie de fonctionnement du bloc I, dernier étage du lanceur Soyouz.
- Un déroulement anormal de la séparation entre le lanceur et le vaisseau cargo (collision...).
- Une défaillance du vaisseau Progress lui-même.

Le vaisseau a été placé par son lanceur sur une orbite dont l'apogée se situe à 32 km au-dessus de ce qui était prévu (270 km au lieu de 238 km) mais cet écart ne peut pas expliquer l'anomalie. Une collision entre l'étage du lanceur et le vaisseau cargo provoquée par une poussée résiduelle non contrôlée des moteurs-fusées après leur extinction pourrait avoir endommagé les antennes de télécommunication du vaisseau Progress et perforé ses réservoirs car ces derniers sont situés à l'arrière du vaisseau cargo. Cette collision pourrait également expliquer la mise en rotation du cargo spatial. 
Pour déterminer l'origine de l'accident une analyse détaillée des données fournies par le dernier étage du lanceur ainsi que des fragments de données télémétriques fournies par le vaisseau Progress est effectuée. D'après celles-ci l'extinction des moteurs du troisième étage s'est produite 1,35 secondes plus tard que prévu tandis que l'envoi des données relatives à la pression dans son réservoir d'oxygène s'est interrompue une fraction de seconde après l'arrêt des moteurs.  D'après ces éléments il est probable qu'une explosion s'est produite au niveau du troisième étage en projetant des débris qui ont perforé les réservoirs du vaisseau Progress et en détruisant les équipements de télécommunication de l'étage situés entre le réservoir d'oxygène et le réservoir de kérosène en haut de l'étage du lanceur. Plusieurs théories ont été émises concernant l'origine de l'explosion. Celle-ci pourrait avoir été provoquée par une rupture de la structure du réservoir de kérosène dont la forme a été modifiée il y a quelques années : ce réservoir de forme sphérique depuis l'origine est, depuis la version Soyouz 2, de forme cylindrique avec un fond plat et un sommet hémisphérique. 45 Soyouz 2 ont volé jusque-là contre 1 200 Soyouz U et FG utilisant le réservoir de forme sphérique. 

## Conséquences pour la station spatiale internationale
Le vaisseau Progress emportait 2 357 kg de nourriture, du carburant  et d'autres produits consommables destinés aux six membres de l'équipage de la Station spatiale internationale. Généralement les responsables du programme de la station spatiale essaient de maintenir à bord de la station un stock de consommables (nourriture, oxygène, eau, ergols) permettant à l'équipage de se maintenir à bord sans ravitaillement durant 6 mois. La destruction en octobre 2014 du vaisseau de ravitaillement Cygnus lors de son lancement a toutefois réduit cette marge. Le prochain ravitaillement est planifié en juin 2015 et doit être réalisé par un vaisseau SpaceX Dragon (mission CRS-7). En cas de pénurie, les responsables du programme réduiront la taille de l'équipage jusqu'à ce que la situation soit rétablie.

## Rentrée atmosphérique
Le vaisseau Progress M-27M circule sur une orbite basse qui était le 28 avril, selon les informations fournies par le NORAD américain, de 188 x 260 km (inclinaison de 51,65°). Au périgée la traînée générée par l'atmosphère résiduelle freine l'engin spatial et réduit rapidement son altitude. Il est prévu que le cargo spatial pénètre dans les couches denses de l’atmosphère terrestre entre le 7 et le 11 mai (plus forte probabilité le 9 mai) et soit détruit durant sa rentrée atmosphérique. Puisqu'ils ne peuvent plus piloter le vaisseau, les contrôleurs russes ne disposent d'aucun moyen pour choisir son point de chute. Quelques éléments du vaisseau, en particulier la pièce d'amarrage et certains réservoirs devraient atteindre le sol sans avoir été détruits. Le troisième étage du lanceur a effectué sa rentrée atmosphérique le 29 avril. Finalement le vaisseau effectue sa rentrée atmosphérique le 8 mai au-dessus de l'océan Pacifique.